# Euryphrissa
Euryphrissa é um gênero de traça pertencente à família Brachodidae.